# Troy Elder
Troy Elder (ur. 15 października 1977 w Bunbury) – australijski hokeista na trawie, dwukrotny medalista olimpijski.
Występował w pomocy. W reprezentacji Australii debiutował w 1998. Brał udział w dwóch igrzyskach (IO 00, IO 04), na obu zdobywał medale: brąz w 2000 przed własną publicznością i złoto cztery lata później. W obu turniejach zdobył łącznie sześć goli. Z kadrą brał udział m.in. w mistrzostwach świata w 2002 (drugie miejsce, wybrano go graczem imprezy), Commonwealth Games w tym samym roku (pierwsze miejsce) oraz kilku turniejach Champions Trophy (zwycięstwo w 1999). W australijskich rozgrywkach klubowych grał m.in. w Queensland Blades, występował w Holandii.